# Lluca
Lluca es una partida de Benitachell, localidad situada en la comarca de la Marina Alta, provincia de Alicante.

## Descripción física
Esta partida está situada al norte del término municipal de Benitachell. Dista unos dos kilómetros del centro de la población. 
Las edificaciones que hay en Lluca son básicamente de dos tipo: casas de campo aisladas -muchas de ellas con los tradicionales riuraus- y urbanizaciones de reciente construcción.

## Datos históricos
En esta partida se encontró un collar de oro de procedencia griega que en la actualidad está depositado en el Museo Nacional. Hoy se conservan aún los vestigios de una torre árabe y un cementerio.
A finales del siglo XV, Lluca era un municipio independiente al que los Reyes Católicos le habían concedido carta-puebla. A través de la documentación histórica, se sabe que el año 1698 Lluca ya estaba un despoblado
Lluca es también un nombre femenino que deriva de María de Lluc, que es la patrona de Mallorca
- Datos: Q9023277